# 전호진 (음악가)
전호진(田昊眞, JJ, 1977년 2월 9일 ~ )은 대한민국의 록 밴드 트랜스픽션에서 기타리스트로 활동하는 가수 겸 작곡가이다.

## 생애
1993년 밴드 overeat에서 기타리스트로 활동하였으며, 1994년 17살때 헤비메탈 그룹 멍키헤드의 기타리스트로 영입되었다. 1996년까지 앨범 활동을 하고 준비기간을 거쳐 1998년 호진(보컬, 기타리스트), 천기(드럼), 강두(베이스)로 Loop를 결성해 2000년에 1집 《Loop》를 발매하였다.
2001년 초, OHN의 해랑, 동욱과 트랜스픽션을 결성하여 2002년 1집 앨범《Transfixion》으로 공식 데뷔하였으며 〈내게 돌아와〉 등, 많은 색채있는 곡들을 작곡했다.
2006년 발표한 대한민국 붉은악마 월드컵 응원가 〈승리를 위하여〉의 작곡가로 알려지면서 대중가요는 물론 락, 메탈, 일렉트로니카, 힙합을 두루 발표하였다.
2010년 대한민국 붉은악마 월드컵 응원가 〈The Shouts Of Reds〉를 작곡하여 흥행에 성공했다. 대한민국 락과 대중음악과의 거리를 좁히는 데 큰 일조를 한 작곡가로 많이 알려져있기도 하다.

## 음반

### 앨범
멍키헤드
- 1995년 - 멍키헤드 2집

Loop
- 2000년 - Loop

트랜스픽션
- 2000년 7월 - Hardcore 2001
- 2002년 10월 - 정규 1집 Transfixion
- 2003년 4월 - 지구를 지켜라 OST
- 2006년 4월 - Reds Go Together (승리를 위하여 - 대한민국 붉은 악마 공식 응원가)
- 2006년 4월 - 정규 2집 Transfixion Hard and Heavy
- 2006년 11월 - My Jina (Digital Single)
- 2007년 3월 - SHOW (Digital Single)
- 2007년 4월 - 20th Anniversary Greatest Hits
- 2007년 5월 - Transfixion Get Show
- 2007년 8월 - 즐거운인생 OST
- 2008년 6월 - 정규3집 Transfixion Revolution
- 2010년 4월 - One (Digital Single)
- 2010년 5월 - The Shouts Of Reds (The Shouts Of Reds - 대한민국 붉은 악마 공식 응원가)
- 2010년 5월 - 승리의 함성 (The Shouts Of Reds Part 2) (Digital Single)
- 2013년 1월 18일 - Rock Star